# الإنسانية (جريدة لبنانية)

رأس مجلة الإنسانية

الإنسانية كانت جريدة أسبوعية عربية تُداولَت في لبنان وسوريا. صدرت كجريدة رسمية لحزب الشعب اللبناني (المنظمة العامة للحزب الشيوعي السوري اللبناني). تم إطلاق الصحيفة على يد الأمين العام لحزب الشعب يوسف إبراهيم يزبك في 15 أيار 1925. سميت الإنسانية نسبة إلى الصحيفة الإنسانية الشيوعية الفرنسية [الإنجليزية] . وكانت صحيفة الإنسانية أول صحيفة شيوعية رسمية باللغة العربية. ومع ذلك، لم تكن صحيفة شيوعية عامة. وأعلن العدد الأول من الصحيفة أنها ستتحدث باسم مصالح الفقراء وضحايا الظلم. أما القضية الثانية فقد عرضت الخط السياسي لحزب الشعب، داعية إلى التنمية الصناعية والزراعية، وتشكيل النقابات العمالية، والتعليم الإلزامي والعلمانية.
وقد عبرت الأعداد الثالثة والرابعة والخامسة من مجلة الإنسانية عن مواقف أكثر حدة، مهاجمة الانتداب الفرنسي، ومطالبة بحماية حقوق العمال. أصدر حزب الشعب السوري اللبناني بيانه في العدد الرابع من مجلة الإنسانية الصادر في 7 حزيران 1925، داعيًا العمال إلى المشاركة في الانتخابات المقبلة للدفاع عن مصالحهم الطبقية والنضال من أجل الاستقلال ضد الحكم الاستعماري الفرنسي (وهو الموقف السياسي الذي عكسه الحزب الشيوعي فيما بعد، حيث نظمت السلطات الفرنسية الانتخابات على أساس طائفي، وهذه الخطوة يعتبرها البعض أول تمهيد لحصول حرب أهلية لبنانية).
وأغلقت السلطات الفرنسية الصحيفة في 16 حزيران، بعد نشر خمسة أعداد فقط منها. وصدرت أوامر بإلقاء القبض على محرري الصحف وقيادات الحزب الشيوعي. هرب يزبك إلى خارج البلاد إثر بحث السلطات الفرنسية عنه.